# Räsa
Räsa ist ein Ortsteil der Einheitsgemeinde Unterbreizbach im Wartburgkreis in Thüringen.

## Lage
Räsa liegt im Ulstertal südlich von Unterbreizbach an der Landesstraße 2604, unweit der Bundesstraße 84 und an der ehemaligen Grenzumgehungsstrecke der Ulstertalbahn. Die geographische Höhe des Ortes beträgt 240 m ü. NN.
Die Region um Räsa ist vom Kalibergbau geprägt. Man bezeichnet sie auch als das Land der weißen Berge. Dieser Titel bezieht sich auf die weithin sichtbaren, weißen Abraumhalden der Kaliindustrie bei Hattorf und Heringen.
Die Gemeinde Unterbreizbach, und damit auch der Ortsteil Räsa, befand sich zwischen 1949 und 1990 im unmittelbaren Grenzgebiet zwischen der DDR und der BRD.

## Geschichte

### Wüstung Alte-Räs
Am 22. Dezember 1365 wurde das ehemalige Dorf Räsa erstmals urkundlich genannt, die als Alte-Räs bezeichnete Ortschaft im Amt Vacha war nur von kurzer Dauer, die Flur wurde der Gemeinde Niedern Breizbach (jetzt Unterbreizbach) übertragen. Im 19. Jahrhundert erinnerte nur eine Mühle an den einstigen Ort.

### Industrialisierung und Kalibergbau
Im Jahr 1897 wurde mit Erlaubnis des großherzoglichen Wirtschaftsministeriums von Sachsen-Weimar-Eisenach die „Kalibohrgesellschaft Sachsen-Weimar“ gegründet, sie war das erste Bergbauunternehmen des Kalibergbaus im späteren Werra-Revier.
Die ersten Erkundungsbohrungen wurden 1897/98 als Tiefbohrung „Sachsen-Weimar I“ in der Flur Unterbreizbach und 1898 als Tiefbohrung „Sachsen-Weimar II“ bei der Räsaer Mühle vorgenommen. Die Prospektionsergebnisse waren erfolgversprechend und führten 1899 zur Gründung des Bergbauunternehmens Gewerkschaft „Sachsen-Weimar“. Bergleute, Ingenieure und Bauarbeiter wurden angeworben, um mit dem Bau der ersten Bergwerksgebäude in Unterbreizbach zu beginnen. Ab 1905 begann man mit dem Abteufen des Ersten Schachtes in Unterbreizbach die Kalisalzförderung konnte 1910 beginnen. Um die geförderten Kalisalze gleich am Ort zu verarbeiten, wurde der Bau einer Chemischen Fabrik erforderlich. Diese wurde 1911 als „Chlor-Kalium-Fabrik“ beantragt und sollte zwischen Räsa und Pferdsdorf in den Ulsterwiesen entstehen. Dieses Vorhaben wurde jedoch schon nach kurzer Zeit abgebrochen, da das Ansinnen einer Betriebsverlagerung von Räsa nach Unterbreizbach bestand. Die Überreste der ersten Schachtabteufung waren in Räsa noch unweit der Schule sichtbar, bis der Schacht 2013 verfüllt wurde.
Mit den neuen Erwerbsmöglichkeiten im Bergbau und der Industrie wurden viele Facharbeiter und Spezialisten angelockt, für die eine dauerhafte Werkssiedlung benötigt wurde. Die Wohnsiedlung wurde von der Baufirma „Hessische Heimstätte“ südöstlich der Räsaer Mühle angelegt, 1918 wurde dort das erste Vierfamilienhaus für Bergbauleute – das sogenannte Beamtenhaus errichtet. Mit der Gründung des Landes Thüringen nach der Abdankung des Großherzoges wurde die Bergbaukonzession neu verhandelt, die hessische Bergbaugesellschaft Wintershall übernahm 1921 das Unterbreizbacher Bergbaurevier. Die Sulfatfabrik Unterbreizbach wurde 1923 eröffnet. Mit der Weltwirtschaftskrise und der schwankenden Nachfrage nach Kaliprodukten wurde der Bergbau in Unterbreizbach zeitweise gedrosselt. Von 1938 bis 1945 war das Werk dann im Dauerbetrieb, die Belegschaft wurde vergrößert. 1939 wurde Räsa nach Unterbreizbach eingemeindet. Im Zweiten Weltkrieg erfolgten mehrere Luftangriffe auf die Kalibetriebe, es kam in Räsa und Unterbreizbach zu Schäden durch Bombentreffer.

### DDR-Zeit

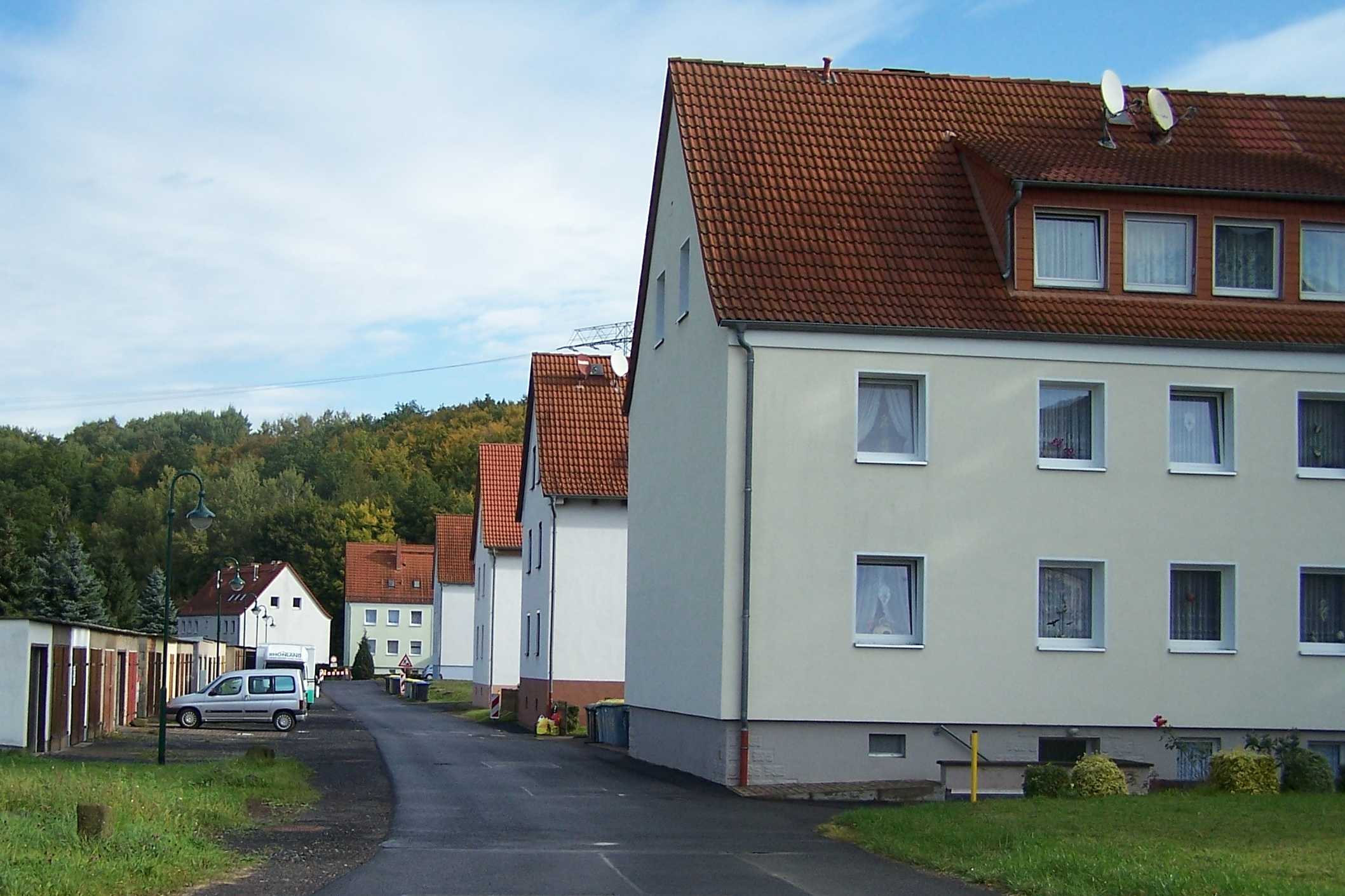
Wohnanlage der Bergarbeiter

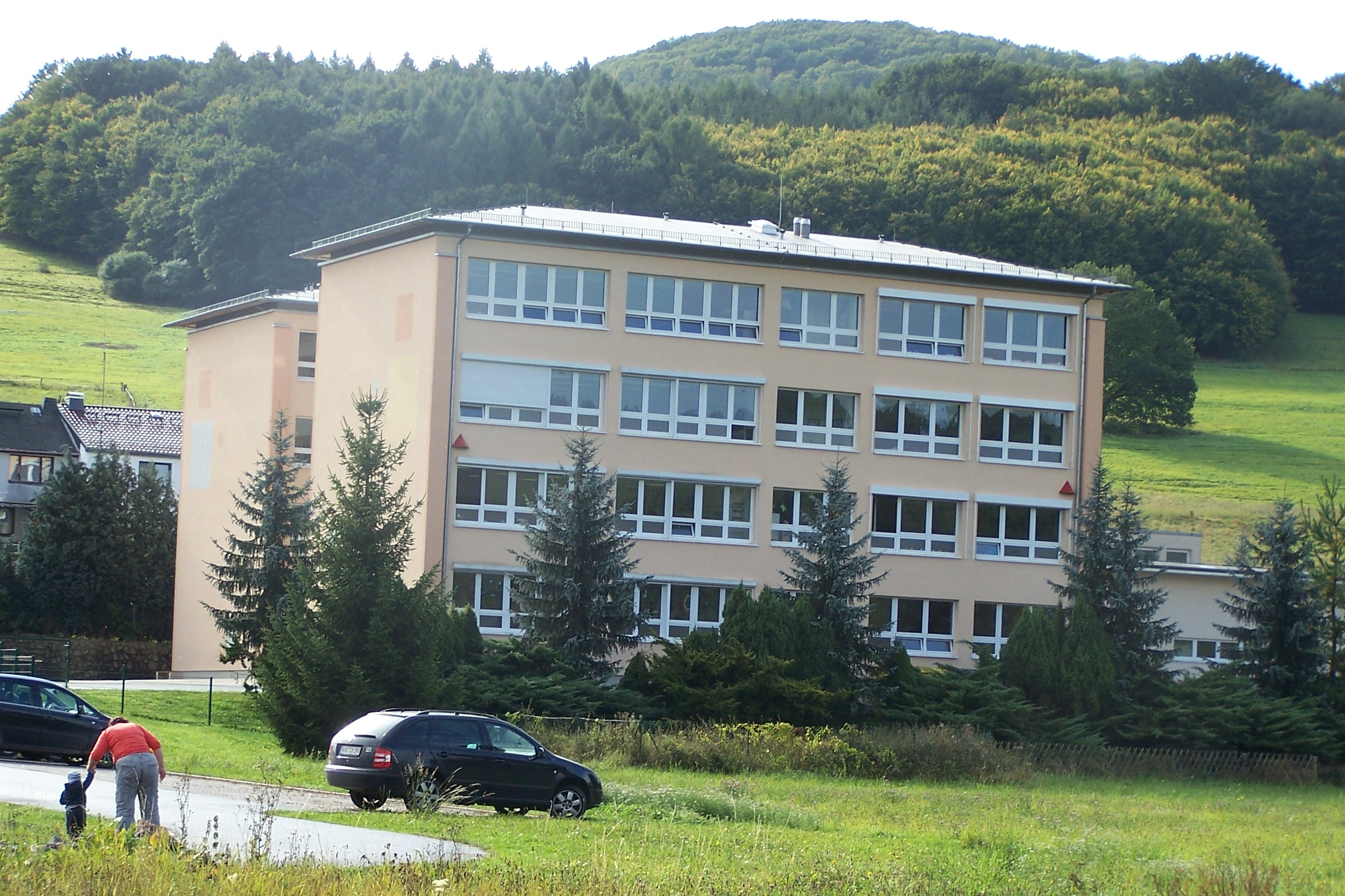
Die Staatliche Regelschule in Räsa

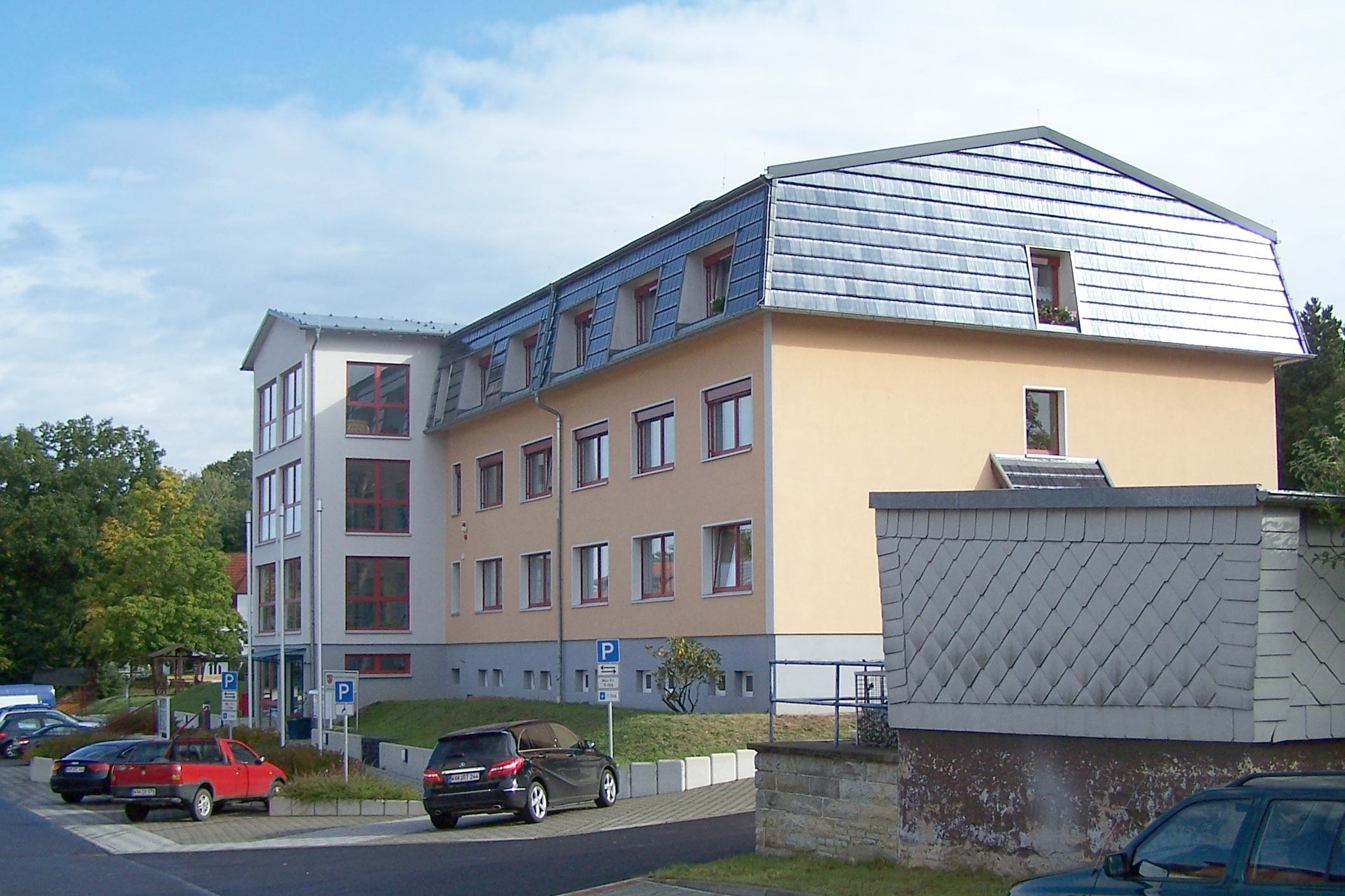
Die Gemeindeverwaltung Unterbreizbach

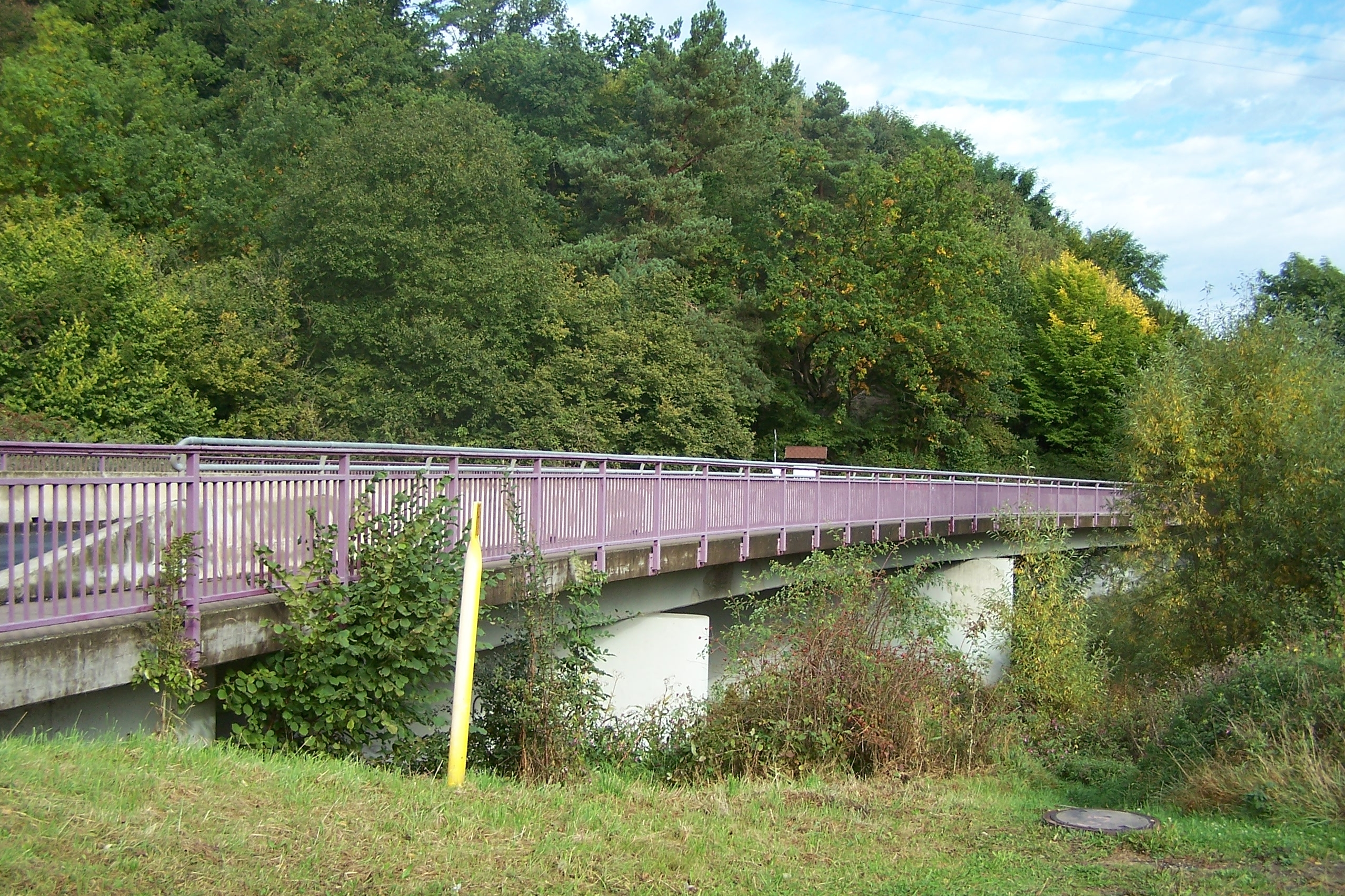
Die Ulsterbrücke

Auf Befehl der Sowjetischen Militärverwaltung in Thüringen wurden die thüringischen Betriebsteile des Kalibergbaukonzerns Wintershall beschlagnahmt. Als Folgeunternehmen wurde eine sowjetische Aktiengesellschaft für Kalidüngemittel in Deutschland als neuer Eigentümer im Jahr 1946 eingesetzt. Das nach Kriegsende enteignete Unterbreizbacher Werk wurde als Kaliunternehmen „Sachsen-Weimar“ wieder in Betrieb genommen und bis 1952 schrittweise modernisiert. Wegen der im Jahr 1952 vorgenommenen Blockade der Gleisanlagen der Bahnstrecke Vacha-Unterbreizbach bei Philippsthal war der Abtransport über hessisches Gebiet nicht mehr möglich, die DDR-Regierung ließ deshalb binnen kürzester Zeit mit großem logistischen und propagandistischen Aufwand eine Umgehungsstrecke über Räsa und Sünna zum Bahnhof Vacha errichten. Das Unterbreizbacher Werk wurde 1953 als VEB Kalibetrieb „Marx-Engels“ fortgeführt. Die 1954 bei Mühlwärts begonnenen Erkundungsbohrungen waren erfolgreich und führten 1955 bis 1964 zum Abteufen des Schachtes Unterbreizbach II. Im Jahr 1959 wurde die neue Sulfatfabrik Unterbreizbach in Betrieb genommen. Schon 1958 wurde Unterbreizbach als Betriebsteil dem VEB Kalikombinat „Werra“ angeschlossen, dieser Großbetrieb wurde 1970 in das VEB Kombinat Kali Sondershausen übernommen.
Wegen der Lage im Sperrgebiet an der Innerdeutschen Grenze wurde am Ortsrand von Räsa eine Kaserne der Grenztruppen errichtet. Dort war die 3. Grenzkompanie des Grenzregimentes 3 „Florian Geyer“ (Dermbach) untergebracht. Eine weitere Kaserne befand sich im Nachbarort Pferdsdorf (Pioniere). Noch im Sommer 1989 versuchten zwei Flüchtlinge die Grenzsperranlagen bei Räsa zu überwinden, die Vorfälle ereigneten sich am 10. und am 18. Juli 1989.  Mit der Wende brach die DDR-Wirtschaft in kurzer Zeit zusammen, Teile der Kombinate wurden von der Treuhandanstalt verwaltet und privatisiert. Das Unterbreizbacher Bergwerk blieb erhalten und wurde bereits 1989 als Betriebsteil der Kali Werra AG von der Mitteldeutschen Kali AG Sondershausen betrieben. 1993 erfolgte die Übernahme durch die Kasseler K+S AG.

### Gegenwart
700 Personen wohnten 2012 in dem Ortsteil. In Räsa befinden sich die Staatliche Regelschule Am Ulsterberg sowie der Sitz der Gemeindeverwaltung von Unterbreizbach. Die Gemeindeverwaltung ist gemeinsam mit dem Gemeindebauhof seit einigen Jahren in der ehemaligen Kaserne der Grenztruppen untergebracht. Das Gebäude wurde zuvor komplett saniert. Dabei fanden auch eine Einrichtung des betreuten Wohnens sowie mehrere Räumlichkeiten für Feierlichkeiten und Vereinszusammenkünfte Platz.

## Sonstiges
Räsa verfügt über eine Bowlingbahn, eine Gaststätte und einen Bolzplatz. Kegelbahn und Gaststätte sind dabei die einzigen tatsächlich errichteten Gebäude, welche in den 1960er Jahren im Zuge einer großen Infrastrukturmaßnahme geplant waren. Ursprünglich waren in den Plänen unter anderem noch eine Schwimmhalle und mehrere große Sporteinrichtungen enthalten.
Im Ort sind ein Metallbaubetrieb und mehrere kleine Handwerksbetriebe ansässig.
Auf der ehemaligen Trasse der Ulstertalbahn verläuft heute der Ulstertal-Radweg als Teil des Rhönradwegs. Dieser hat eine Länge von insgesamt 180 km und führt von Bad Salzungen nach Hammelburg, durch alle drei Bundesländer der Rhön: Bayern, Hessen und Thüringen. Auf der gleichen Strecke verläuft auch der Bahnradweg Hessen. Dieser führt von Hanau auf ehemaligen Bahntrassen ca. 250 km durch den Vogelsberg und die Rhön und endet in Bad Hersfeld.

## Söhne und Tochter des Ortes
- Manfred Grob (* 1952), Elektriker und seit 1990 Politiker (CDU), von 1999 bis 2019 Mitglied des Thüringer Landtags